# چاتاک (صائم بی‌لی)
چاتاک (به ترکی استانبولی: Çatak) یک منطقهٔ مسکونی در ترکیه است که در صائم‌بیلی واقع شده‌است.